# Enciclopedia

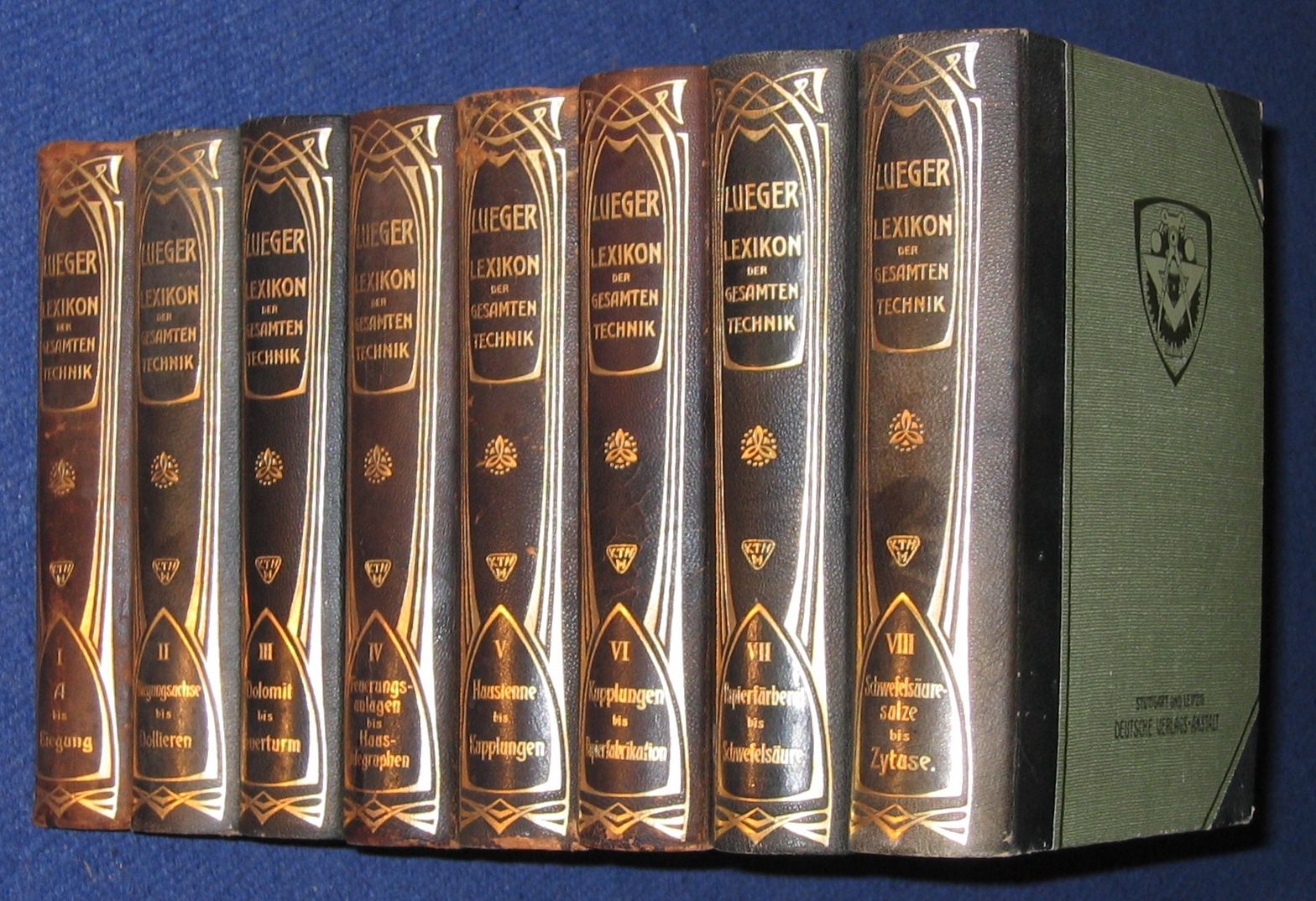
Lexikon der gesamten Technik de Otto Lueger, una enciclopedia de tecnología.

Enciclopedia (en griego, ἐνκύκλιoς παιδεία, enkyklios paideia, «círculo de la instrucción, educación redonda») es un género literario, clasificado como didáctico, el cual es una obra de referencia que recopila y compendia el conocimiento humano,de forma temática, en orden alfabético, con una pretensión objetiva, imparcial y universal (no especializada, monotemática o subjetiva, a diferencia de un tratado, o de un ensayo).
Las enciclopedias  han aportado un importante servicio a la cultura moderna, al permitir hallar en toda la historia y con facilidad los conocimientos esenciales para casi cualquier objeto o actividad.
Según Katz W., la enciclopedia es una obra que contiene información sobre todas las materias en la mayor parte de los campos del conocimiento.
La noción más moderna en Occidente de enciclopedia de propósito general y de amplia distribución data de la época de Ephraim Chambers y su Cyclopaedia (1728). Luego le sucederían Denis Diderot y los enciclopedistas del siglo XVIII que se inspiraron en la Cyclopaedia de Chambers, creando el mayor hito del periodo de la Ilustración del siglo XVIII: la Encyclopédie (1751-1772), compilada por un grupo de escritores y hombres de ciencia franceses. De manera plenamente consciente, estos hombres estaban dando la espalda tanto a la religión como a la metafísica como fuentes de conocimiento, viendo en la ciencia pura y su aplicación, la tecnología, una nueva fuerza motriz intelectual según la ideología materialista y laicista propia de la clase media o burguesía entonces en auge. Reunieron en una vasta obra todos los conocimientos científicos de la época, no como un mero registro alfabético, sino como un relato del nuevo modo científico de interpretar el mundo.

## Historia

### Orígenes
Origen: Préstamo (siglo XV) del latín medieval dictionarium, derivado de dictio, dictionis ‘dicción’. De la familia etimológica de decir (V.).
En Sumeria, durante el cuarto milenio antes de Cristo se redactó un glosario temático o por temas como un primer intento de ordenar o catalogar el conocimiento del mundo, y 600 años después se registra un intento similar en Ebla siguiendo un orden convencional de signos; estos primeros intentos se denominan listas lexicales.
En el Egipto antiguo se encuentran igualmente unas listas temáticas que se pueden considerar como protoenciclopedias. La Onomástica del Ramesseum, redactada hacia 1750a.C. es una lista de palabras agrupadas por categorías. Otra obra del mismo género, pero mucho más desarrollada, es la Onomástica de Amenofis, realizada hacia 1100. Cuenta con 610 elementos organizados de modo temático y contendría más de 2000 informaciones distintas con la ambición de crear «un catálogo sistemático del universo». Este lejano ancestro del diccionario enciclopédico tendría el cometido «no de enseñar a escribir a los niños, sino de proponer un programa de instrucción de la humanidad fundado sobre la organización del mundo».

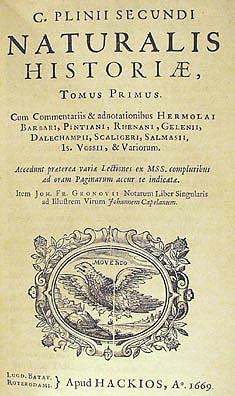
Edición de Naturalis Historiæ de 1669; la obra no sigue el formato moderno de enciclopedia, pues Plinio ordena los artículos por áreas, como un grupo coherente y en forma de guía, siguiendo la clasificación de la naturaleza de Aristóteles (animal, vegetal, mineral), para así recrear una visión del mundo natural en forma más literaria y comprensiva.

El filósofo griego Platón (428-348 a. C.) realizó un resumen de los conocimientos de su época en uno de sus diálogos, el Timeo: Astronomía, Cosmogonía, Física y Medicina. Esta obra puede ser considerada una "enciclopedia metódica". Su discípulo Aristóteles (384-322) produjo una larga cantidad de tratados sobre gran variedad de temas con un espíritu verdaderamente enciclopédico y sin equivalentes en el mundo antiguo (Poética, Retórica, Lógica, Política, Física, Psicología, Biología, Ética...). Sin embargo, sus esfuerzos no fueron difundidos hasta 275 años después de su fallecimiento, hacia el año 50 a. C.. Se perdió prácticamente toda la obra de escritores enciclopédicos como Demócrito y Posidonio.
Entre los romanos, el primero en intentar compendiar el saber antiguo fue Varrón (116-27 a. C.), cuyas Antiquitatum rerum humanarum et divinarum libri XLI no han perdurado sino como fragmentos y extractos en otros autores y enciclopedistas posteriores. Para este autor, el camino al saber era la etimología, como lo fue para el muy posterior visigodo san Isidoro, probablemente el último en servirse de esta perdida obra de Varrón para su propia enciclopedia, las Etimologías. Para Varrón el término verbum (« palabra») venía de veritas (« verdad»), lo que legitimaba ese procedimiento. Compuesta esta obra por 41 libros, 25 estaban consagrados a los asuntos humanos y el resto a los divinos de los dioses paganos. Esta obra, desaparecida, dejó, sin embargo, mucho conocimiento a través de sus citas y diversas refundiciones medievales.
Hacia el comienzo del primer siglo de nuestra era, Aulo Cornelio Celso redactó una enciclopedia en 26 libros, De Artibus, que cubría materias de Agricultura, Guerra, Retórica, Filosofía, Derecho y Medicina, si bien fue este último dominio el más particularmente desarrollado, precisamente la única sección de la obra que ha llegado hasta nosotros, al menos en parte.
Posterior y una de las primeras obras enciclopédicas que han sobrevivido a los tiempos modernos, es la Naturalis Historia de Plinio el Viejo, escritor romano del siglo I d. C. Compiló una obra de 37 capítulos que abarcan la historia natural del arte y la arquitectura, la medicina, la geografía, la geología y todos los aspectos del mundo que le rodeaba. Declaró en su prólogo que había compilado veinte mil hechos a partir de dos mil títulos de doscientos autores distintos, y agregó que otros muchos provenían de su propia experiencia. El trabajo fue publicado alrededor de 77 a 79 d. C., pero probablemente nunca terminó de corregir la obra antes de que falleciera investigando la erupción del Vesubio en 79 d. C.
En sus Noches áticas (II siglo d. C.), Aulo Gelio diserta sobre numerosas materias de literatura, artes, filosofía, historia, derecho, geometría, medicina, ciencias naturales, meteorología y geografía, aunque con un espíritu más ensayístico y erudito que sistemático y enciclopédico.
Por otra parte, el Polyhistor (también llamado Las maravillas del mundo), obra del escritor romano Solino, del siglo III o IV a. C. presenta las curiosidades del mundo por regiones. Aunque la obra se ha perdido, numerosos elementos de ella, como en el caso de Varrón, fueron recogidos en las enciclopedias medievales.
Nonio Marcelo redactó, a comienzos del siglo IV, el De compendiosa doctrina, una compilación o epítome de tratados sobre la lengua y diversas técnicas, arreglada y ordenada en forma alfabética. Hacia fines del siglo IV, el gramático Servio redactó un muy abundante comentario a la obra de Virgilio que puede leerse también como un vasto repertorio temático o como una enciclopedia organizada según el orden del texto del poeta. Marciano Capella, abogado que vivía en Argelia, fue autor del De nuptiis Philologiae et Mercurii ("Bodas de Filología y Mercurio"), redactado entre 410 y 429. Este manual en forma de narración alegórica sintetiza en 9 libros los conocimientos de la época: Filología, Gramática, Dialéctica, Retórica, Geometría, Aritmética, Astronomía y Armonía. Fue muy popular en época carolingia, y servirá de referencia para organizar los estudios medievales en la enseñanza básica (el Trivium) y superior (el Quadrivium). Fue leído incluso en el Renacimiento e inspiró en especial a Copérnico. Rabano Mauro redactó hacia 842 su De rerum naturis, llamado también De Universo en veinte libros, resumiendo y reordenando la obra de Isidoro de Sevilla.

### Edad Media y Moderna

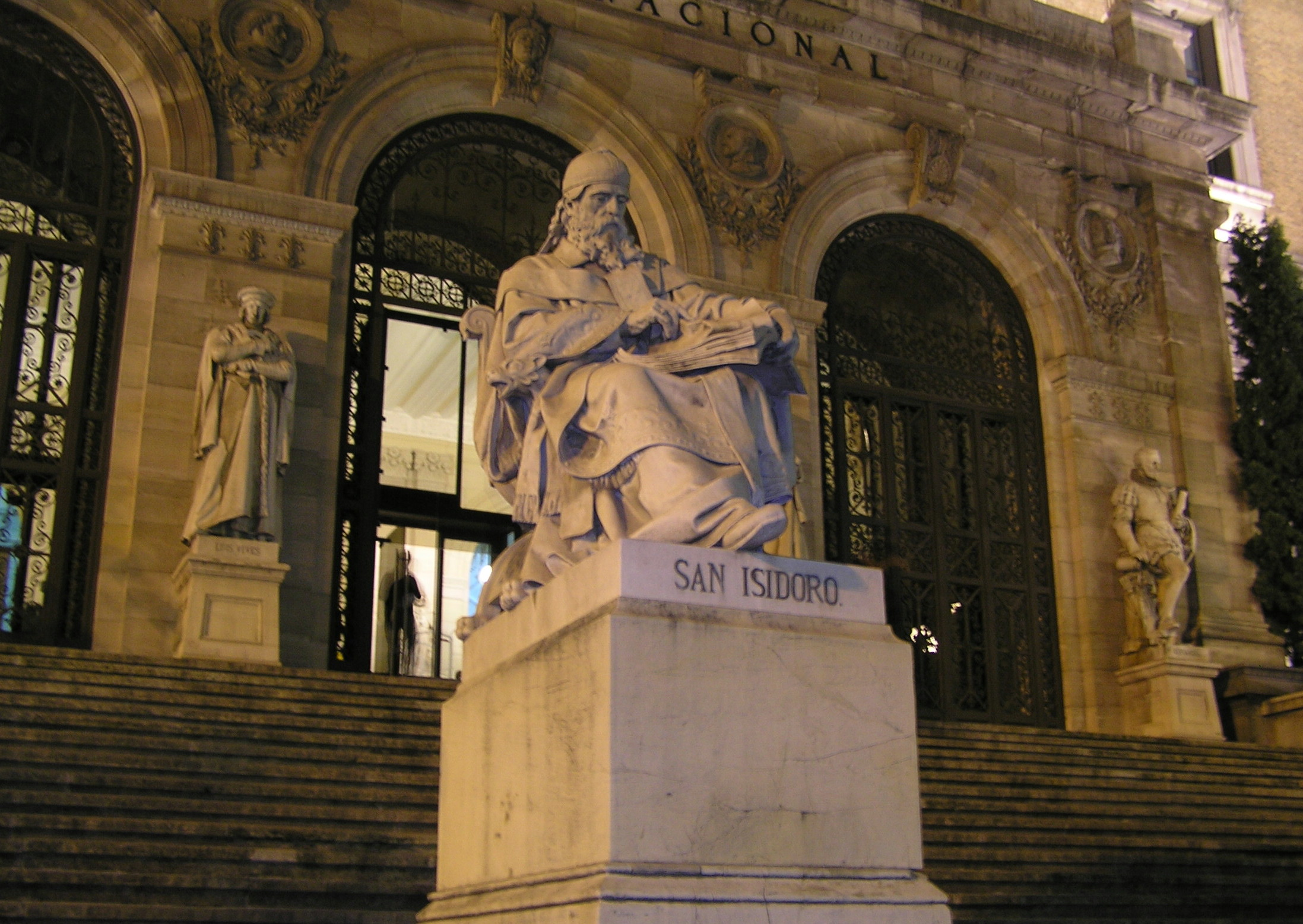
Estatua de Isidoro de Sevilla en la escalinata de acceso a la Biblioteca Nacional de España.

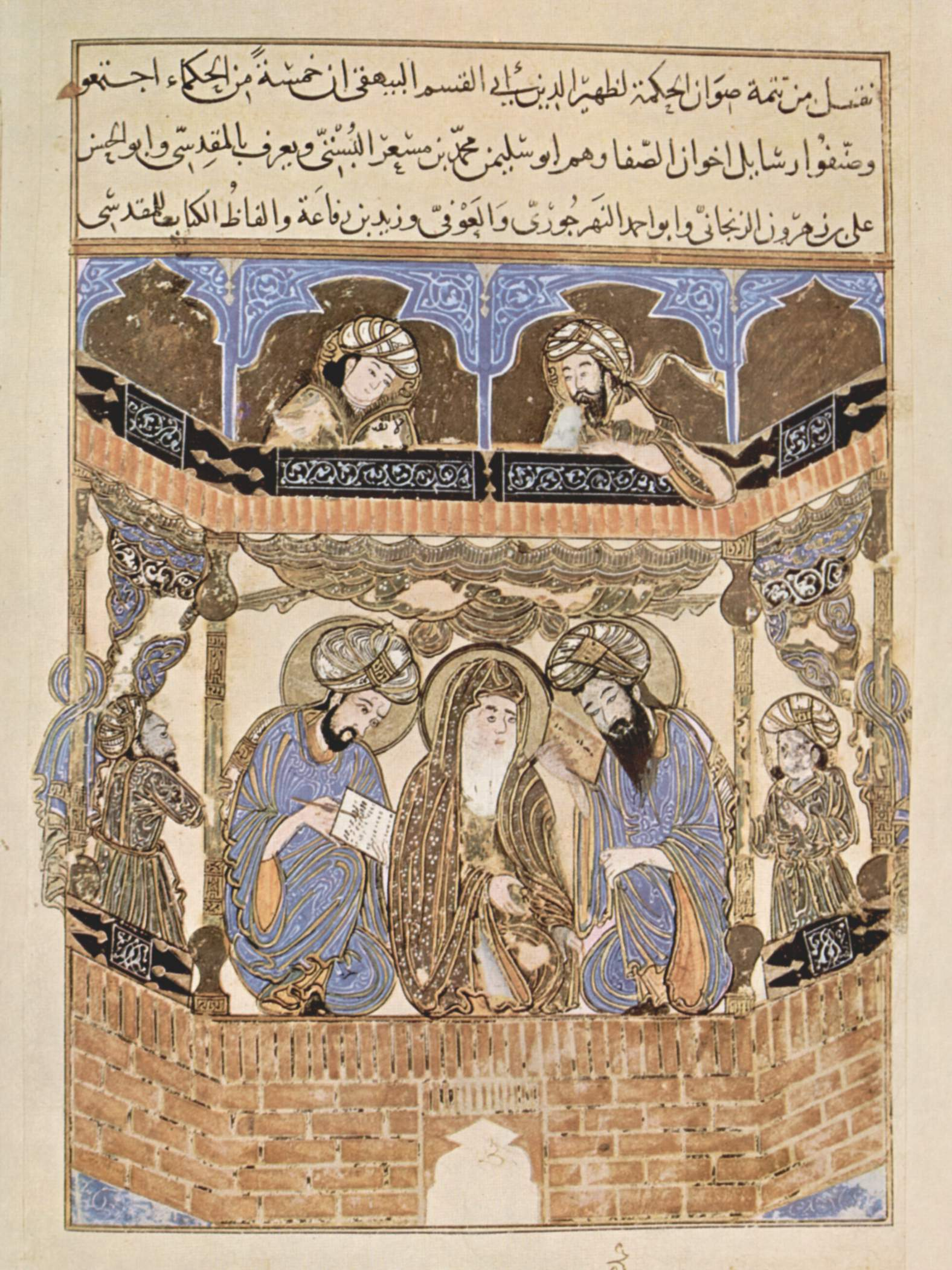
Manuscrito iluminado de 1287 que muestra a los enciclopedistas musulmanes, los Hermanos de la Pureza.

Años después se crearon otras obras que eran recopilaciones o epítomes (resúmenes) de conocimientos generales. Uno de los repertorios más tempranos, conocidos y famosos, de una gran amplitud y destinado a salvar los conocimientos esenciales de la cultura grecolatina clásica, es el titulado Etimologías compuesto por el escritor visigodo San Isidoro y redactado entre 627-630 a instancia del rey visigodo Sisebuto. Luego se escribieron, entre otros, los siguientes:
- Siglo VI: Bṛihat Saṃhitā, enciclopedia india escrita en sánscrito por Varaja Mijira.
- 627-630, Etimologías de San Isidoro de Sevilla.
- c. 990: Suda de Suidas.
- Siglo VIII. Liber glossarum o Glosario de Ansileubo, primera enciclopedia latina en orden alfabético.
- Siglo X: Epístolas de los Hermanos de la Pureza (Rasā’il Ijwān al-Safā’) enciclopedia en árabe escrita en Basora.
- c. 1110: Imago mundi de Honoré d'Autun.
- 1120, Liber Floridus del canónigo Lamberto (Lambertus de Sancto Audomaro)
- c. 1180: Hortus deliciarum, de Herrada de Landsberg.
- 1231: De universo creaturarum de Guillermo de Auvernia.
- 1240: De proprietatibus rerum de Bartholomeus Anglicus.
- 1256: Liber de natura rerum de Thomas de Cantimpré, traducido al neerlandés y al alemán un siglo después.
- 12?? (siglo XIII): Speculum Majus de Vincent de Beauvais.
- 1260-1267: Li Livres dou Trésor de Brunetto Latini, primera enciclopedia medieval en romper con el latín, pronto traducida al español.
- 1295: Arbor scientiae de Raimundo Lulio.
- Siglo XIII: Lucidario de Sancho IV de Castilla.

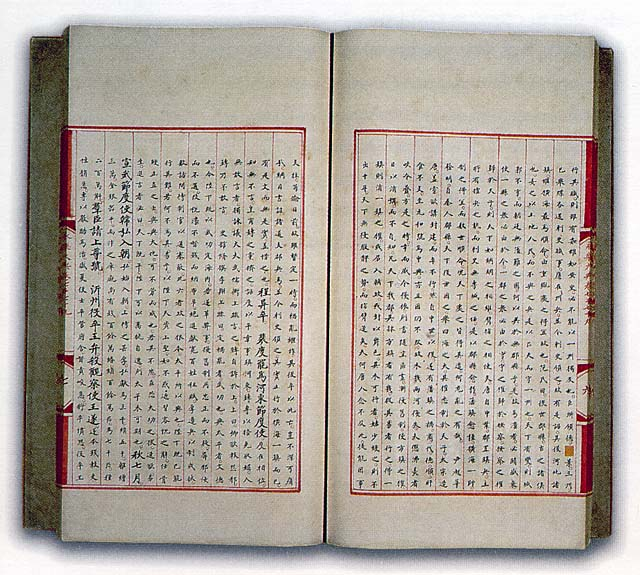
Enciclopedia china Yongle Dadian (1403).

- Comienzos del siglo XV: Fons memorabilium universi («Fuente de maravillas del universo») de Domenico Bandini, primera obra que utiliza un sistema de referencias cruzadas.
- 1403-1407: Yongle Dadian (永樂大典) (durante la Dinastía Ming).
- 1435: Visión deleytable de Alfonso de la Torre.
- 1460: Invencionario de Alfonso de Toledo.
- 1496: Cornucopiae de Niccolò Perotti, ampliadas por Polidoro Virgilio.
- 1499: De rerum inventoribus libri octo, de Polidoro Virgilio. Muy ampliados y reimpresos posteriormente.
- 1501: De expetendis et fugiendis rebus de Giorgio Valla.
- 1503: Polyanthea de Domenico Nani Mirabelli, reelaborado y ampliado en más de cuarenta ediciones entre 1503 y 1681, con una edición definitiva en 1735.
- 1503: Aepitoma Omnis Philosophiae. Alias Margarita Phylosophica tractans de omne genera... de Gregor Reisch. Fue la primera enciclopedia impresa; tuvo segunda edición ampliada en Estrasburgo: Johann Gruninger, 1504; hasta 1599 sumó diez ediciones.
- 1503: Officina de Jean Tixier.
- 1506: Commentariorum urbanorum libri XXXVIII (Roma, 1506) de Raffaele Maffei.
- 1517: Encyclopedia orbisque doctrinarum, hoc est omnium artium, scientiarum, ipsius philosophiae index ac divisio, escrita por Johannes Aventinus. Es la primera obra que se titula Enciclopedia.
- 1519: Cornucopiae, quo continentur loca diversis rebus abundantia secundum ordinem literatum, París, 1519, por Jean Tixier.
- 1529: Catalogus Gloriae Mundi de Barthélemy de Chasseneuz.
- 1541: Cyclopaedia de Joachim Sterck van Ringelbergh.
- 1553: Dictionarium historicum, geographicum et poeticum de Charles Estienne.
- 1559: Encyclopaedia seu orbis disciplinarum tam sacrarum quam prophanarum epistemon de Paul Scalich.
- 1565-1587: Theatrum Humanae Vitae de Theodor Zwinger.
- 1572: Officinae Ioannis Ravisii Textoris Epitome, de Jean Tixier y otros.
- 1590: Universae naturae theatrum, de Jean Bodin.
- 1607: Polyanthea Nova, de Joseph Lange.
- 1620: Instauratio Magna (no terminado) y Novum Organum de Francis Bacon.

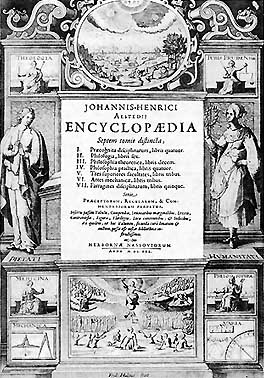
Portada de la Encyclopædia de Johann Heinrich Alsted (Herborn, 1630).

- 1630: Encyclopaedia Cursus Philosophici de Johann Heinrich Alsted.
- 1643. Pansophiae diatyposis de Comenius (el pedagogo y humanista checo Jan Amos Komenský, 1592-1670)
- 1653-1655: Enciclopedia Magyar de János Apáczai Csere.
- 1668: La science universelle (4 vols.) de Charles Sorel.
- 1669: Ars magna sive sciendi Combinatorica de Athanasius Kircher.
- 1678-1681: Praecognita ad Encyclopaediam sive Scientiam universalem de Gottfried Leibniz.
- 1688-1708: Polyhistor literarius, philosophicus, et practicus de Daniel Georg Morhof.
- 1697: Dictionnaire Historique et Critique de Pierre Bayle; segunda edición muy aumentada en 1702.

### Edad Contemporánea

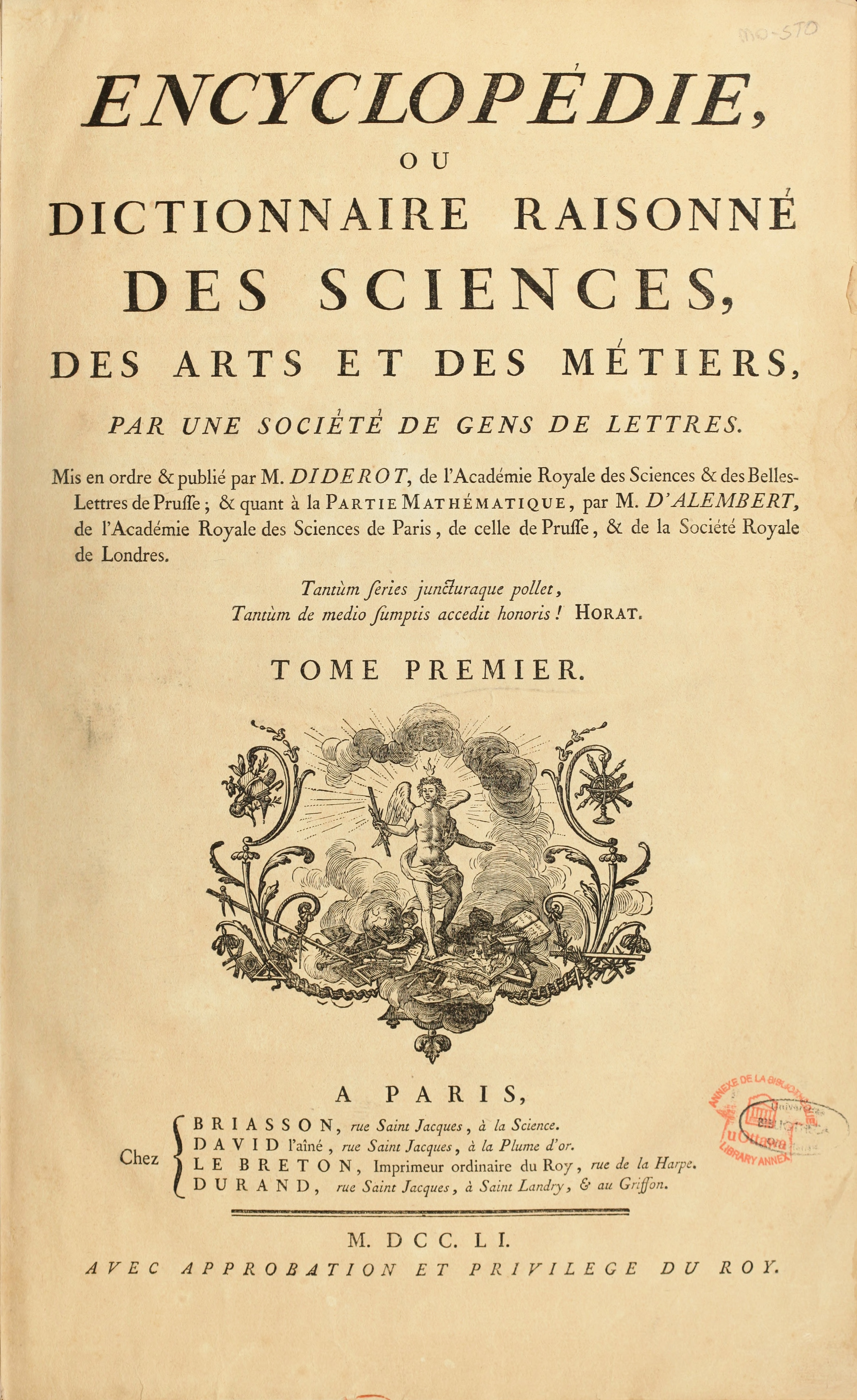
Portada del libro Encyclopédie editado en 1773.

- 1702: Segunda edición, muy aumentada, del Dictionnaire Historique et Critique de Pierre Bayle.
- 1704-1771: Dictionnaire universel , más conocido como Diccionario de Trévoux, elaborado por jesuitas franceses.
- 1704: Lexicon technicum de John Harris.
- 1726: Gujin tushu jicheng (古今圖書集成), dirigida por Chen Menglei (陳夢雷) por Jiang Tingxi (蔣廷錫) (Dinastía Qing).
- 1728: Cyclopaedia de Ephraim Chambers.
- 1751-1772: La Encyclopédie dirigida por Denis Diderot y Jean le Rond d'Alembert. Obra culmen de la Ilustración, su propósito fue reunir y difundir en prosa clara y accesible, los frutos del conocimiento y del saber acumulados hasta entonces bajo la crítica y tamiz de la razón. Además, expone la ideología laicista, pragmática y materialista de la Ilustración burguesa . Contiene 72 000 artículos de más de 140 colaboradores, entre ellos Voltaire, Rousseau, Condillac, el barón de Holbach o Turgot, por citar algunos.
- 1753: Traducción ampliada por José Antonio Miravel y Herrera de El gran diccionario historico, o miscellanea curiosa... de Louis Moréri , en diez volúmenes.
- 1768-1771: Enciclopedia Británica, publicada originalmente por Adam y Charles Black. Se reimprimió en papel hasta el año 2012; las ediciones más famosas fueron la novena (1875-1889) y la undécima (1911) por su erudición y estilo literario. La última edición, decimoquinta (2010), se divide en 3 partes: una Micropædia de 12 volúmenes de artículos cortos (menos de 750 palabras), una Macropædia de 17 volúmenes de artículos largos (entre 2 y 310 páginas) y una Propædia en un solo volumen que ofrece un esquema jerárquico del conocimiento humano.
- 1770-1776: Encyclopédie ou dictionnaire universel raisonné des connaissances humaines . 42 volúmenes y 6 suplementos. Yverdon 1770-1776, también llamada Enciclopedia de Yverdon, por Fortunato Felice.
- 1773-1781: Siku Quanshu (四庫全書 en chino tradicional, 四库全书 en chino simplificado, Biblioteca completa en cuatro partes) es una biblioteca enciclopédica de libros chinos compuesta en el siglo XVIII durante la dinastía Qing por edicto del emperador Qianlong.
- 1778-1792: Idea dell'Universo del conquense Lorenzo Hervás y Panduro , 21 volúmenes, traducidos por el propio autor al castellano e impresos en España.
- 1782-1832: Encyclopédie Méthodique, enciclopedia temática de Charles-Joseph Panckoucke en 206 volúmenes, 157 de texto a dos columnas y 53 de láminas, traducida en parte al español por iniciativa del impresor alcarreño Antonio de Sancha.

Después del desarrollo de la Revolución francesa, se publicaron estos libros:
- 1796-1808: Conversations-Lexikon mit vorzüglicher Rücksicht auf die gegenwärtigen Zeiten de Renatus Gotthelf Löbel y Christian Wilhelm Franke, publicada en Leipzig. Su segunda edición (1812-1819) es ya la Enciclopedia Brockhaus.
- 1828: Diccionario histórico enciclopédico de Vicente Joaquín Bastús (Barcelona: Imp. de Roca), 4 volúmenes y un Suplemento; se reimprimió también en 1833.
- 1842: Manual enciclopédico o repertorio universal de noticias interesantes, curiosas e instructivas sobre diferentes materias útil a toda clase de personas (Madrid: Ignacio Boix). Es una enciclopedia temática de unos 360 artículos distintos escrita por un desconocido José Vanderlepe, quizá pseudónimo de Crispín de Eyalieta.
- 1847-1853: Encyclopédie moderne. Dictionnaire abrégé des sciences, des lettres, des arts, de l'industrie, de l'agriculture et du commerce (París: Firmin Didot Frères, 1847-1853, 30 volúmenes), dirigida por Léon Renier.
- 1840-1855: Diccionario enciclopédico de Joseph Meyer, publicado por la editorial Bibliographisches Institut, en 52 volúmenes.
- 1851-1855: Enciclopedia Moderna. Diccionario universal de literatura, ciencia, arte, agricultura, industria y comercio (Madrid: 1851-1855 , 37 volúmenes), de Francisco de Paula Mellado.
- 1866-1876: Grand Dictionnaire universel du XIXe siècle, primera edición de la  enciclopedia diccionario de Larousse, en francés, 17 volúmenes
- 1882-1886: Enciclopedia Popular Ilustrada de Ciencias y Artes  - Autor: Federico Gillman (Madrid, Gras y Cía., 1882), 8 volúmenes.
- 1887-1889: Diccionario Enciclopédico Hispano-Americano de Literatura, Ciencias y Artes, Barcelona: Montaner y Simón, 25 tomos en 26 volúmenes.
- 1910:  Enciclopedia ilustrada Segui: Diccionario Universal con todas las voces y locuciones usadas en España y en la América Latina (Barcelona, Seguí, 1910)  (14 volúmenes).
- 1908-1930: Enciclopedia universal ilustrada europeo-americana de Editorial Espasa-Calpe , en 70 volúmenes, más numerosos apéndices, de forma que, en 2012, contaba con 119 tomos en 122 volúmenes.

#### América Latina
En el siglo XVI cuando se imprimen los verdaderos documentos de referencia gracias a la llegada de la imprenta a América se inician la distribución en el nuevo continente. Una de las primeras enciclopedias de esta época fue la Historia general de las cosas de la Nueva España de fray Bernardino de Sahagún. Se tiene también la Biblioteca Hispanoamérica Septentorial de José Mariano Beristáin.
Obras españolas importantes sobre América Latina fueron el Diccionario Enciclopédico Hispano Americano en 28 volúmenes (1883-1910) y la Enciclopedia universal ilustrada europeo-americana.

### Fines delsigloXXy actualidad
Con el tiempo, se ha derivado la incorporación de contenido en Almacenamiento vital digital. El proyecto Gutenberg incentivó en la recopilación de datos antiguos.

## Principales enciclopedias modernas
Las principales enciclopedias modernas son:
- De habla española, la Enciclopedia Espasa, Diccionario Enciclopédico Hispano-Americano de Literatura, Ciencias y Artes y el Gran diccionario enciclopédico universal; todas de origen hispano y concebidas para su utilización americana y europea en el siglo XX.
- De habla inglesa, la Enciclopedia Británica y la Enciclopedia Británica Online; enciclopedia en inglés más antigua (1768). El 13 de marzo de 2012 se anunció que dejaría de imprimirse en papel y se conservaría únicamente la versión en línea, que comenzó en 1994.
- De habla francesa, la Enciclopedia Larousse (Grand Larousse) y Encyclopedia Universalis; de alto reconocimiento y editada la primera por Larousse han sido de gran aceptación en el mundo.
- De habla alemana, la Enciclopedia Brockhaus (Brockhaus Encyclopädie); la más completa de las enciclopedias alemanas con 260 000 entradas en 17 000 páginas.
- De habla italiana, la Enciclopedia Treccani, la mayor de origen italiano, que cuenta con 35 volúmenes.
- De habla portuguesa, Grande enciclopédia portuguesa e brasileira.
- De habla rusa, la Gran Enciclopedia Soviética (Bolshaya Sovietskaya Entsiklopediya); una de las más extensas publicaciones de saber en idioma eslavo.

Entre las temáticas destacan: Catholic Encyclopedia, New Catholic Encyclopaedia, Encyclopaedia Judaica, Encyclopaedia of Islam, Realencyclopädie der classischen Altertumswissenschaft, Enciclopedia de la Vida  y Enciclopedia del Derecho.
Con el advenimiento de la informática han surgido las enciclopedias multimedia que a la tradicional información textual y pictórica añaden elementos audiovisuales. Ejemplos de estas son Enciclopedia Británica, Encarta, Enciclonet y Wikipedia, que pueden consultarse por medio de discos ópticos o directamente en Internet.

### Las enciclopedias virtuales

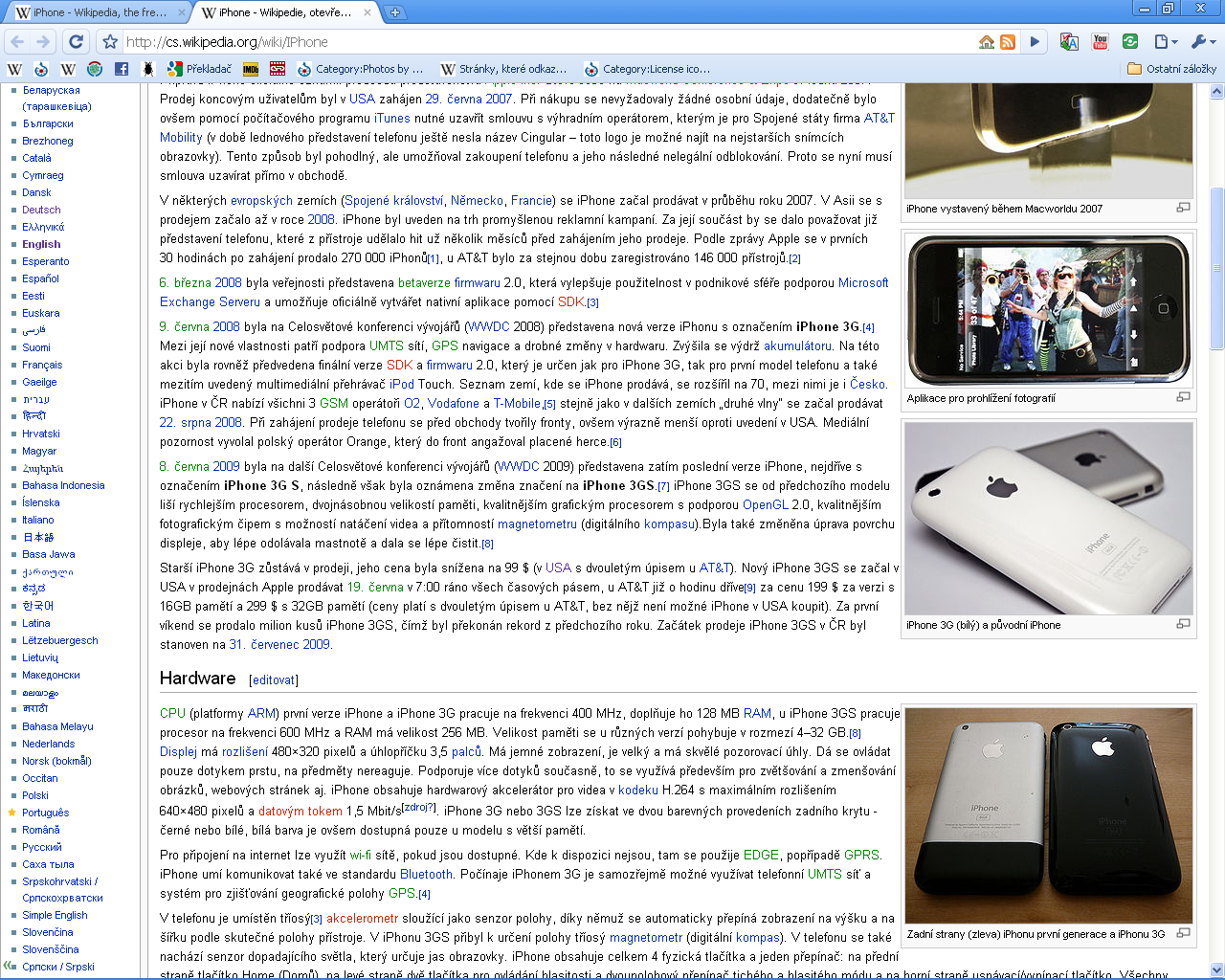
Captura de pantalla de Wikipedia en idioma checo. Wikipedia es la enciclopedia más consultada de Internet y la más fiable en cuanto a sus contenidos.

El primer sitio web enciclopédico fue Interpedia, creado en octubre de 1993 por Rick Gates. Las enciclopedias electrónicas revisadas por expertos en español más extensas son: Enciclonet, de la editorial Micronet, en edición continua, y su versión en DVD-ROM: Enciclopedia Universal Micronet, publicada en Madrid desde 1995, actualmente en su 23.ª edición, con más de 185 000 artículos.
Otros sitios web enciclopédicos son Knol de Google, la Stanford Encyclopedia of Philosophy y la Enciclopedia del Derecho. Un elemento crítico en la evolución de las enciclopedias virtuales fue la inclusión de contenido abierto, iniciada por GNUpedia y continuada por su bifurcación Nupedia bajo la empresa Bomis. Tiempo después, se desarrollaron las ediciones wiki con Wikipedia y Fandom.
Adicionalmente, se elaboró  software con contenido enciclopédico, y ejemplos de ello la versión suite de la Enciclopedia Británica o la desaparecida Microsoft Encarta.